# NGC 1699
NGC 1699 is een spiraalvormig sterrenstelsel in het sterrenbeeld Eridanus. Het hemelobject werd op 13 februari 1860 ontdekt door de Ierse astronoom William Parsons.

## Synoniemen
- PGC 16390
- MCG -1-13-39
- IRAS 04545-0449